# Dècada del 1780

## Esdeveniments
- Esclata la Revolució Francesa (1789) fet que marca l'inici de l'edat contemporània.
- Continua la Guerra d'Independència dels Estats Units.
- "Epoca aurea" de Portugal.
- Invenció del globus com a transport.
- La il·lustració assoleix la màxima expansió i va donant pas al prerromanticisme.
- Finalitza la Primera Guerra Anglo-Maratha (1775 - 1782) entre la Companyia Britànica de les Índies Orientals i l'Imperi Maratha a l'Índia.

## Personatges destacats
- Lluís XVI de França
- Carles IV d'Espanya
- George Washington
- Benjamin Franklin
- Wolfgang Amadeus Mozart
- Giacomo Casanova
- Immanuel Kant
- Alessandro Volta
- Friedrich von Schiller
- Domenico Cimarosa